# 7256 Bonhoeffer
7256 Bonhoeffer este un asteroid din centura principală de asteroizi.

## Descriere
7256 Bonhoeffer este un asteroid din centura principală de asteroizi. A fost descoperit pe 11 noiembrie 1993 la Tautenburg de Freimut Börngen. El prezintă o orbită caracterizată de o semiaxă mare de 2,49 ua, o excentricitate de 0,12 și o înclinație de 4,1° în raport cu ecliptica.